# سلین و ژولی قایق‌سواری می‌کنند
سلین و ژولی قایق‌سواری می‌کنند (فرانسوی: Céline et Julie vont en bateau‎) فیلمی به کارگردانی ژاک ریوت محصول سال ۱۹۷۴ است.
فیلم با بهره‌گیری از منطق روایی جادویی و ارجاعات بینامتنی‌ به آثار کلاسیک مانند آلیس در سرزمین عجایب، ابداع مورل (آدولفو بیوئی کاسارس)، عاشقانهٔ لباس‌های کهنه (هنری جیمز) و خون‌آشامان (لویی فویاد)، موفق شد جایزه ویژه هیئت داوران جشنوارهٔ لوکارنو را از آنِ خود کند و همچنین منتخب رسمی جشنوارهٔ فیلم نیویورک در سال ۱۹۷۴ بود.